# قهرمانی جودو آسیا ۲۰۰۴
جودو قهرمانی آسیا ۲۰۰۴ هفدهمین دوره از رقابت‌های قهرمانی آسیا می‌باشد که از ۱۵ تا ۱۶ مه ۲۰۰۴ در آلماتی، قزاقستان برگزار گردید. در مجموع ۱۹۴ جودوکا در این تورنمنت شرکت کردند، ۱۱۳ مرد و ۸۱ زن.

## خلاصه مدال‌ها

### مردان
| رویداد                | طلا                              | نقره                             | برنز                              |
| خیلی سبک‌وزن ۶۰− ک‌گ    | Bazarbek Donbay · قزاقستان       | Cho Nam-suk · کرهٔ جنوبی          | Tatsuaki Egusa · ژاپن             |
| خیلی سبک‌وزن ۶۰− ک‌گ    | Bazarbek Donbay · قزاقستان       | Cho Nam-suk · کرهٔ جنوبی          | خاشباتارین تساگانباتار · مغولستان |
| نیمه سبک‌وزن ۶۶− ک‌گ    | Muratbek Kipshakbayev · قزاقستان | Gantömöriin Dashdavaa · مغولستان | Bang Gui-man · کرهٔ جنوبی          |
| نیمه سبک‌وزن ۶۶− ک‌گ    | Muratbek Kipshakbayev · قزاقستان | Gantömöriin Dashdavaa · مغولستان | Murat Kalikulov · ازبکستان        |
| سبک‌وزن ۷۳− ک‌گ         | Kim Jae-hoon · کرهٔ جنوبی         | Sagdat Sadykov · قزاقستان        | Egamnazar Akbarov · ازبکستان      |
| سبک‌وزن ۷۳− ک‌گ         | Kim Jae-hoon · کرهٔ جنوبی         | Sagdat Sadykov · قزاقستان        | Masahiro Takamatsu · ژاپن         |
| نیمه میان‌وزن ۸۱− ک‌گ   | Ramziddin Sayidov · ازبکستان     | رضا چاه‌خندق · ایران              | Masahiko Tomouchi · ژاپن          |
| نیمه میان‌وزن ۸۱− ک‌گ   | Ramziddin Sayidov · ازبکستان     | رضا چاه‌خندق · ایران              | Kwon Young-woo · کرهٔ جنوبی        |
| میان‌وزن ۹۰− ک‌گ        | Park Sun-woo · کرهٔ جنوبی         | Vyacheslav Pereteyko · ازبکستان  | Krisna Bayu · اندونزی             |
| میان‌وزن ۹۰− ک‌گ        | Park Sun-woo · کرهٔ جنوبی         | Vyacheslav Pereteyko · ازبکستان  | هیروشی ایزومی · ژاپن              |
| نیمه سنگین‌وزن ۱۰۰− ک‌گ | آسخات ژیتکیف · قزاقستان          | جانگ سونگ-هو · کرهٔ جنوبی         | Takeo Shoji · ژاپن                |
| نیمه سنگین‌وزن ۱۰۰− ک‌گ | آسخات ژیتکیف · قزاقستان          | جانگ سونگ-هو · کرهٔ جنوبی         | عباس فلاح · ایران                 |
| سنگین‌وزن ۱۰۰+ ک‌گ      | Kim Sung-bum · کرهٔ جنوبی         | کیجی سوزوکی · ژاپن               | Yeldos Ikhsangaliyev · قزاقستان   |
| سنگین‌وزن ۱۰۰+ ک‌گ      | Kim Sung-bum · کرهٔ جنوبی         | کیجی سوزوکی · ژاپن               | عبدالله تانگریف · ازبکستان        |
| وزن آزاد              | Hong Sung-hyun · کرهٔ جنوبی       | Yeldos Ikhsangaliyev · قزاقستان  | Hidekazu Shoda · ژاپن             |
| وزن آزاد              | Hong Sung-hyun · کرهٔ جنوبی       | Yeldos Ikhsangaliyev · قزاقستان  | عباس فلاح · ایران                 |

### زنان
| رویداد               | طلا                     | نقره                                | برنز                         |
| خیلی سبک‌وزن ۴۸− ک‌گ   | Kayo Kitada · ژاپن      | Ri Kyong-ok · کرهٔ شمالی             | Tatyana Shishkina · قزاقستان |
| خیلی سبک‌وزن ۴۸− ک‌گ   | Kayo Kitada · ژاپن      | Ri Kyong-ok · کرهٔ شمالی             | ژائو شونشین · چین            |
| نیمه سبک‌وزن ۵۲− ک‌گ   | Lee Eun-hee · کرهٔ جنوبی | شیان دانگمی · چین                   | آن کوم-آئه · کرهٔ شمالی       |
| نیمه سبک‌وزن ۵۲− ک‌گ   | Lee Eun-hee · کرهٔ جنوبی | شیان دانگمی · چین                   | Natsuko Kimijima · ژاپن      |
| سبک‌وزن ۵۷− ک‌گ        | لیو یوشیانگ · چین       | Khishigbatyn Erdenet-Od · مغولستان  | کی کوساکابه · ژاپن           |
| سبک‌وزن ۵۷− ک‌گ        | لیو یوشیانگ · چین       | Khishigbatyn Erdenet-Od · مغولستان  | Choe Hyon-ju · کرهٔ شمالی     |
| نیمه میان‌وزن ۶۳− ک‌گ  | آیومی تانیموتو · ژاپن   | Lee Bok-hee · کرهٔ جنوبی             | Hong Ok-song · کرهٔ شمالی     |
| نیمه میان‌وزن ۶۳− ک‌گ  | آیومی تانیموتو · ژاپن   | Lee Bok-hee · کرهٔ جنوبی             | لی شوفانگ · چین              |
| میان‌وزن ۷۰− ک‌گ       | ماسائه اوئنو · ژاپن     | Kim Ryon-mi · کرهٔ شمالی             | Sagat Abikeyeva · قزاقستان   |
| میان‌وزن ۷۰− ک‌گ       | ماسائه اوئنو · ژاپن     | Kim Ryon-mi · کرهٔ شمالی             | Kim Mi-jung · کرهٔ جنوبی      |
| نیمه سنگین‌وزن ۷۸− ک‌گ | Sae Nakazawa · ژاپن     | لیو شیا · چین                       | Cho Soo-hee · کرهٔ جنوبی      |
| نیمه سنگین‌وزن ۷۸− ک‌گ | Sae Nakazawa · ژاپن     | لیو شیا · چین                       | Varvara Masyagina · قزاقستان |
| سنگین‌وزن ۷۸+ ک‌گ      | Xue Fuyan · چین         | Erdene-Ochiryn Dolgormaa · مغولستان | Kei Eguchi · ژاپن            |
| سنگین‌وزن ۷۸+ ک‌گ      | Xue Fuyan · چین         | Erdene-Ochiryn Dolgormaa · مغولستان | Choi Sook-ie · کرهٔ جنوبی     |
| وزن آزاد             | Xu Lihui · چین          | میکا سوگیموتو · ژاپن                | Cho Hye-jin · کرهٔ جنوبی      |
| وزن آزاد             | Xu Lihui · چین          | میکا سوگیموتو · ژاپن                | Mariya Shekerova · ازبکستان  |

## جدول مدال‌ها
| رتبه           | کشور           | طلا | نقره | برنز | مجموع |
| -------------- | -------------- | --- | ---- | ---- | ----- |
| ۱              | کرهٔ جنوبی      | ۵   | ۳    | ۶    | ۱۴    |
| ۲              | ژاپن           | ۴   | ۲    | ۹    | ۱۵    |
| ۳              | قزاقستان       | ۳   | ۲    | ۴    | ۹     |
| ۴              | چین            | ۳   | ۲    | ۲    | ۷     |
| ۵              | ازبکستان       | ۱   | ۱    | ۴    | ۶     |
| ۶              | مغولستان       | ۰   | ۳    | ۱    | ۴     |
| ۷              | کرهٔ شمالی      | ۰   | ۲    | ۳    | ۵     |
| ۸              | ایران          | ۰   | ۱    | ۲    | ۳     |
| ۹              | اندونزی        | ۰   | ۰    | ۱    | ۱     |
| مجموع (۹ کشور) | مجموع (۹ کشور) | ۱۶  | ۱۶   | ۳۲   | ۶۴    |